# Chamber Orchestra of Europe
La Chamber Orchestra of Europe (COE), fondata nel 1981, ha la sede amministrativa a Londra. L'orchestra comprende circa 60 membri provenienti da tutta Europa. Gli orchestrali perseguono carriere parallele come solisti internazionali, membri di eminenti gruppi camerali e come tutor e professori di musica. L'orchestra riceve un sostanziale supporto finanziario dalla Gatsby Charitable Foundation e dall'Underwood Trust; non hanno un'unica sede di residenza e nessun direttore d'orchestra residente. L'orchestra è un'organizzazione di beneficenza registrata secondo la legge inglese.

## Storia
L'idea della COE venne dai musicisti della European Community Youth Orchestra, da membri che avevano superato il limite di età per l'ECYO e che volevano continuare a lavorare insieme in un'orchestra da camera. Tra i membri fondatori c'era l'oboista Douglas Boyd, che è stato l'oboista principale del COE dal 1981 al 2002. Nel corso degli anni la COE ha sviluppato forti relazioni con Claudio Abbado, Bernard Haitink, Nikolaus Harnoncourt, insieme a Thomas Adès, Pierre-Laurent Aimard, Emanuel Ax, Lisa Batiashvili, Joshua Bell, il defunto Paavo Berglund, Renaud Capuçon e Gautier Capuçon, Isabelle Faust, Janine Jansen, Vladimir Jurowski, Leōnidas Kavakos, Radu Lupu, Yannick Nézet-Séguin, Sakari Oramo, Murray Perahia, Maria João Pires, Sir András Schiff e Rolando Villazón.
La COE si esibisce regolarmente nelle principali città europee, con visite occasionali negli Stati Uniti, a Hong Kong, in Giappone e in Australia. La COE ha forti legami con l'Alte Oper di Francoforte, il festival Styriarte di Graz, il Festival di Lucerna, la Kölner Philharmonie di Colonia, la Philharmonie de Paris e il Concertgebouw di Amsterdam. Dal 2007 al 2013, la COE è stata nominata Ambasciatore della cultura dall'Unione europea nel suo Programma Cultura. La COE nel 2009 ha creato la COE Academy per offrire agli studenti di musica dotati opportunità di studiare con i musicisti COE.
Nel 2018 è stato annunciato che dal 2021 la sede della Chamber Orchestra of Europe sarà il Casals Forum situato a Kronberg im Taunus, in Germania.

## Registrazioni
L'orchestra ha realizzato oltre 250 registrazioni commerciali per tutte le maggiori case discografiche con diversi direttori d'orchestra, tra cui Claudio Abbado, Paavo Berglund, Nikolaus Harnoncourt e Yannick Nézet-Séguin. L'orchestra ha vinto numerosi premi per le sue registrazioni, tra cui tre Gramophone Awards per la Registrazione dell'Anno e due Grammy. La COE è stata la prima Orchestra a creare la propria etichetta, "COE Records", in associazione con la ASV Records, ora distribuita da Sanctuary/Universal Music.

## Membri onorari
L'orchestra ha conferito l'iscrizione onoraria a collaboratori speciali selezionati; Nikolaus e Alice Harnoncourt, Bernard Haitink, Sir Andras Schiff e Yannick Nézet-Séguin.